# Jerzy Erdman
Jerzy Olgierd Erdman (ur. 6 stycznia 1942 w Warszawie, zm. 25 września 2000 tamże) – polski organista, teoretyk muzyki, instrumentolog i pedagog, doktor habilitowany nauk o sztuce, znawca i popularyzator twórczości Feliksa Nowowiejskiego.

## Życiorys
Edukację muzyczną rozpoczął w 1947 roku w Państwowej Wyższej Szkole Muzycznej w Warszawie. W latach 1964–1970 studiował na Wydziale Reżyserii Dźwięku i Wydziale Instrumentalnym tej uczelni. W 1970 ukończył studia w klasie organów prof. Feliksa Rączkowskiego. Odbył kurs mistrzowski u prof. Flor Peetersa w Mechelen w Belgii. Stopień doktora uzyskał w dziedzinie teorii muzyki, zaś pracę habilitacyjną obronił na Wydziale Nauk Historycznych i Społecznych Akademii Teologii Katolickiej w Warszawie w dziedzinie nauk humanistycznych (muzykologia). Był pracownikiem naukowym i wykładowcą w Katedrze Teorii Muzyki na Wydziale Kompozycji, Dyrygentury i Teorii Muzyki Akademii Muzycznej im. Fryderyka Chopina w Warszawie i kierownikiem Pracowni Organologii w tejże katedrze.
Jako wirtuoz organów występował na krajowych i międzynarodowych festiwalach organowych w kraju i za granicą. Dokonał też licznych prawykonań polskiej muzyki organowej, pochodzącej z różnych epok. Występował w programach telewizyjnych i audycjach radiowych. Stworzył wiele nagrań płytowych i radiowych w Polskim Radiu, w Holandii oraz w prestiżowych radiofoniach niemieckich. Wynikiem jego pracy badawczej są między innymi wydania utworów muzyki polskiej: Tabulatury Pelplińskiej, Tabulatury Gdańskiej czy dzieł Feliksa Nowowiejskiego, którego twórczością organową interesował się szczególnie, czego rezultatem są (oprócz wspomnianych wydań) wykonania koncertowe, prawykonania radiowe i płytowe utworów Nowowiejskiego, oraz prace analityczne odnoszące się do jego twórczości.
Jest autorem m.in. książki Organy, traktującej o technicznych aspektach instrumentu, literaturze organowej oraz historii budownictwa organowego, ze szczególnym uwzględnieniem budownictwa polskiego. Jako ekspert Ministerstwa Kultury i Sztuki i rzeczoznawca w dziedzinie budownictwa organowego wielokrotnie pełnił rolę konsultanta przy imporcie organów oraz przy konserwacji instrumentów zabytkowych. Był jednym z pomysłodawców, a także kierownikiem artystycznym warszawskiego Międzynarodowego Festiwalu Muzyki Organowej „Organy Archikatedry”.
Oprócz muzyki, zajmował się astronomią. Był członkiem Polskiego Towarzystwa Miłośników Astronomii (PTMA) i prezesem Oddziału Warszawskiego PTMA. Publikował w piśmie „Urania”.
Córkami Jerzego Erdmana są Maria Erdman, klawikordzistka, organistka, muzykolog i pedagog, oraz Magdalena Erdman, flecistka, pełniąca także służbę w dyplomacji, była wicedyrektor Instytutu Polskiego w Sztokholmie i była radca ambasady RP w Berlinie. 
Pochowany na cmentarzu Bródnowskim w Warszawie (kwatera 52C-3-31).

## Publikacje

### Książki
- Erdman J., Organy, Wydawnictwo Archidiecezji Warszawskiej, Warszawa 1992, ISBN 978-83-85015-93-2
- Erdman J., Polska muzyka organowa epoki romantycznej, Akademia Muzyczna im. Fryderyka Chopina, Warszawa 1987, ISBN 978-83-86090-05-1

### Artykuły naukowe (wybór)
- Erdman J., Pieśń religijna w twórczości organowej Feliksa Nowowiejskiego (Das religiose Lied im Orgelschaffen von Feliks Nowowiejski), „Zeszyty Naukowe”. Akademia Muzyczna w Gdańsku, 1984, 23, s. 197–212.
- Erdman J., Romance de M.R Balbastre – niektóre kwestie związane z tekstem muzycznym, „Pisma Teoretyczne Wydziału Kompozycji, Dyrygentury i Teorii Muzyki”, 1995, Z. 2, s. 15–53

## Dyskografia

### Płyty LP (wybór)
- Organ music from the Pelplin Tablature (LP, VERITON SXV-825/826 STEREO, 1981)
- Feliks Nowowiejski – V Symfonia Organowa e-moll, II Koncert Organowy A-dur (LP, Polskie Nagrania Muza SX 2597, 1987)
- Feliks Nowowiejski – Wszystkie utwory organowe (Fundacja Festiwal Muzyki Sakralnej, 1996)

### Płyty CD (wybór)
- Feliks Nowowiejski – Organ works (CD, Polskie Nagrania PNCD 052, 1990)
- Złoty wiek muzyki polskiej (Andrzej Chrosiński, Magdalena Czajka, Jerzy Erdman – organy) (CD, Agencja Artystyczna MTJ, 1996)
- Tabulatura Gdańska 1591 na zabytkowych organach kościoła farnego w Kazimierzu Dolnym nad Wisłą (CD, Polskie Nagrania Muza PNCD 391, 1997)